# La pasión turca
La pasión turca is een Spaanse film uit 1994, geregisseerd door Vicente Aranda. De film is een bewerking van het gelijknamige boek van de Spaanse schrijver Antonio Gala.

## Verhaal
Desideria is een getrouwde Spaanse vrouw met een saai huwelijk en slecht seksleven. Ze ontdekt nieuwe fysieke ervaringen wanneer ze naar Istanbul gaat, en de Turkse reisgids Yaman ontmoet.

## Rolverdeling
| Acteur            | Personage |
| ----------------- | --------- |
| Ana Belén         | Desideria |
| Georges Corraface | Yamán     |
| Ramon Madaula     | Ramiro    |
| Silvia Munt       | Laura     |
| Helio Pedregal    | Arturo    |
| Blanca Apilánez   | Felisa    |
| Francis Lorenzo   | Marcelo   |
| Loles León        | Paulina   |

## Ontvangst

### Prijzen en nominaties
De film won 8 prijzen en werd 12 keer genomineerd. Een selectie:
| Jaar | Evenement                     | Categorie                | Genomineerde                           | Resultaat   |
| ---- | ----------------------------- | ------------------------ | -------------------------------------- | ----------- |
| 1995 | Premios Goya (9de uitreiking) | Beste film               | La pasión turca                        | Genomineerd |
| 1995 | Premios Goya (9de uitreiking) | Beste regisseur          | Vicente Aranda                         | Genomineerd |
| 1995 | Premios Goya (9de uitreiking) | Beste actrice            | Ana Belén                              | Genomineerd |
| 1995 | Premios Goya (9de uitreiking) | Beste vrouwelijke bijrol | Sílvia Munt                            | Genomineerd |
| 1995 | Premios Goya (9de uitreiking) | Beste bewerkt scenario   | Vicente Aranda                         | Genomineerd |
| 1995 | Premios Goya (9de uitreiking) | Beste camerawerk         | José Luis Alcaine                      | Genomineerd |
| 1995 | Premios Goya (9de uitreiking) | Beste artdirector        | Josep Rosell                           | Genomineerd |
| 1995 | Premios Goya (9de uitreiking) | Beste productiemanager   | José Luis Escolar                      | Gewonnen    |
| 1995 | Premios Goya (9de uitreiking) | Beste geluid             | Gilles Ortion, Ricard Casals           | Genomineerd |
| 1995 | Premios Goya (9de uitreiking) | Beste kostuums           | Nereida Bonmatí                        | Genomineerd |
| 1995 | Premios Goya (9de uitreiking) | Beste grime en haarstijl | Juan Pedro Hernández, Manolo Carretero | Genomineerd |
| 1995 | Premios Goya (9de uitreiking) | Beste filmmuziek         | José Nieto                             | Gewonnen    |